# 艾克曼角

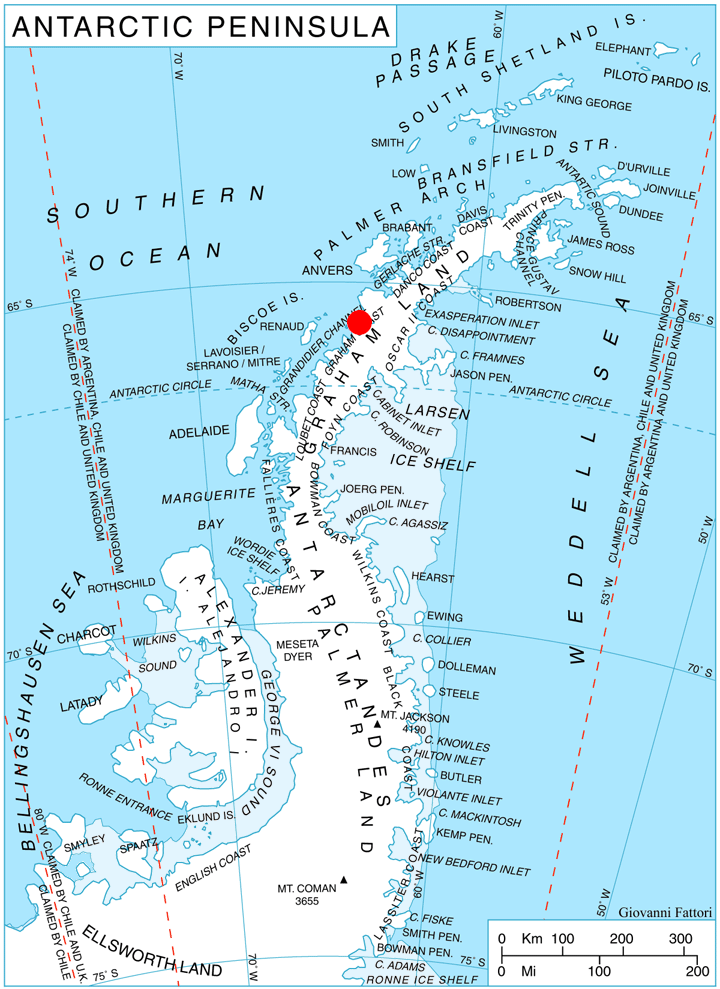

艾克曼角（英語：Eijkman Point）是南極洲的海岬，位於葛拉漢地的巴里森半島西岸，由英國探險隊首次繪入地圖，以荷蘭的醫生克里斯蒂安·艾克曼命名。

## 外部連結
- SCAR Composite Gazetteer of Antarctica（页面存档备份，存于）.

65°37′S 64°10′W / 65.617°S 64.167°W